# Ibrahim Meité
Ibrahim Meité (Roehampton, Londres, Inglaterra; 29 de julio de 1996) es un exfutbolista inglés. Jugaba  de delantero.

## Trayectoria
Se formó en la AG Academy y jugó para el amateur Harrow Borough. Luego hizo pruebas en el Leicester City (en octubre de 2016) y Cardiff CIty (en diciembre de 2016). Llegó al profesionalismo al fichar para el Cardiff City en enero de 2017. Debutó con el club de Gales en el empate a cero contra el Wigan Athletic el 22 de abril de 2017.
El 25 de agosto de 2017, Meité se unió al Crawley Town de la League Two como préstamo hasta enero de 2018. En su regreso a Cardiff, fue liberado del club y fichó permanentemente por el Crawley en febrero de 2019.
El 4 de marzo de 2020 fue enviado a préstamo al FC Pirin Blagoevgrad de la Segunda Liga de Bulgaria.
En julio de 2020 fichó por el Derry City de la Premier Division de la Liga de Irlanda. Dejó el club en diciembre de ese año, luego de disputar 11 encuentros.

## Estadísticas
Actualizado al último partido disputado el 4 de enero de 2020.
| Harrow Borough Inglaterra |               |               |    |    |   |   |   |      |    |    |    |    |
| 7.ª | 2016-17       | 16            | 6  | 6  | 4 | - | - | 6(1) | 3  | 28 | 13 |    |
| Total club | Total club    | 16            | 6  | 6  | 4 | - | - | 6    | 3  | 28 | 13 |    |
| Cardiff City Gales |               |               |    |    |   |   |   |      |    |    |    |    |
| 2.ª | 2016-17       | 1             | 0  | 0  | 0 | 0 | 0 | -    | -  | 1  | 0  |    |
| 2.ª | 2017-18       | 0             | 0  | 0  | 0 | 1 | 0 | -    | -  | 1  | 0  |    |
| 1.ª | 2018-19       | 0             | 0  | 0  | 0 | 0 | 0 | -    | -  | 0  | 0  |    |
| Total club | Total club    | 1             | 0  | 0  | 0 | 1 | 0 | -    | -  | 2  | 0  |    |
| Crawley Town Inglaterra |               |               |    |    |   |   |   |      |    |    |    |    |
| 4.ª | 2017-18       | 19            | 2  | 0  | 0 | 0 | 0 | 3(2) | 1  | 22 | 3  |    |
| 4.ª | 2018-19       | 2             | 0  | 0  | 0 | 0 | 0 | -    | -  | 2  | 0  |    |
| 4.ª | 2019-20       | 0             | 0  | 0  | 0 | 0 | 0 | -    | -  | 2  | 0  |    |
| Total club | Total club    | 21            | 2  | 0  | 0 | 0 | 0 | 3    | 1  | 24 | 3  |    |
| Working Inglaterra |               |               |    |    |   |   |   |      |    |    |    |    |
| 5.ª | 2019-20       | 15            | 4  | 2  | 0 | - | - | 1(1) | 0  | 28 | 13 |    |
| Total club | Total club    | 15            | 4  | 2  | 0 | - | - | 1    | 0  | 28 | 13 |    |
| Total carrera | Total carrera | Total carrera | 53 | 12 | 8 | 4 | 1 | 0    | 10 | 4  | 72 | 20 |
| (1) Incluye dos encuentros y tres goles por el Alan Turvey Trophy y cuatro encuentros por el FA Trophy. (2) Incluye EFL Trophy. |               |               |    |    |   |   |   |      |    |    |    |    |

## Vida personal
En julio de 2020, Meite fue procesado por apuñalar a un hombre en septiembre de 2019 en Putney. Fue sentenciado a 15 meses de prisión el 15 de diciembre de 2022.